# Ruth Brown
Pour les articles homonymes, voir Ruth Brown (auteure) et Brown.
Ruth Alston Weston connue sous le nom de Ruth Brown (née le 12 janvier 1928 à Portsmouth, en Virginie aux États-Unis et morte le 17 novembre 2006 à Las Vegas dans le Nevada aux États-Unis), est une actrice et chanteuse américaine qui a dominé la scène du rhythm and blues dans les années 1950, ce qui lui a valu le surnom de "Queen of R&B" (reine du R&B).

## Biographie

### Jeunesse et formation
Ruth Brown, surnommée Miss Rhythm ou Queen of R&B, est l’aînée des sept enfants d'un père docker et chef de chœur et d'une mère femme de ménage,, elle commence à chanter dans le chœur d'église de son père à partir de l'âge de 4 ans.  
Ruth contre l'avis de son père écoute la "musique du diable", le jazz, c'est ainsi qu'elle est inspirée par des chanteuses de jazz comme  Dinah Washington et Sarah Vaughan.  

### Carrière
Ruth Brown est au début des années 1950, la chanteuse de rhythm and blues (R&B) la plus populaire de la scène new-yorkaise. Elle contribue notamment au lancement de la marque Atlantic Records, en étant à l'origine d'une bonne douzaine de hits, dont : I Don't Know, Teardrops From My Eyes, I'll Wait For You, 5-10-15 Hours, (Mama) He Treats Your Daughter Mean et Mambo Baby.
Sa voix haute et puissante, issue du gospel, lui permet de rester en haut des hit-parades R&B jusqu'à l'arrivée du rock 'n' roll.   
Elle a travaillé avec des jazzmen comme Lucky Millinder, Duke Ellington,Eddie Condon, Buddy Johnson, Ray Charles, Billy Eckstine, le Thad Jones-Mel Lewis orchestra, etc,,.  

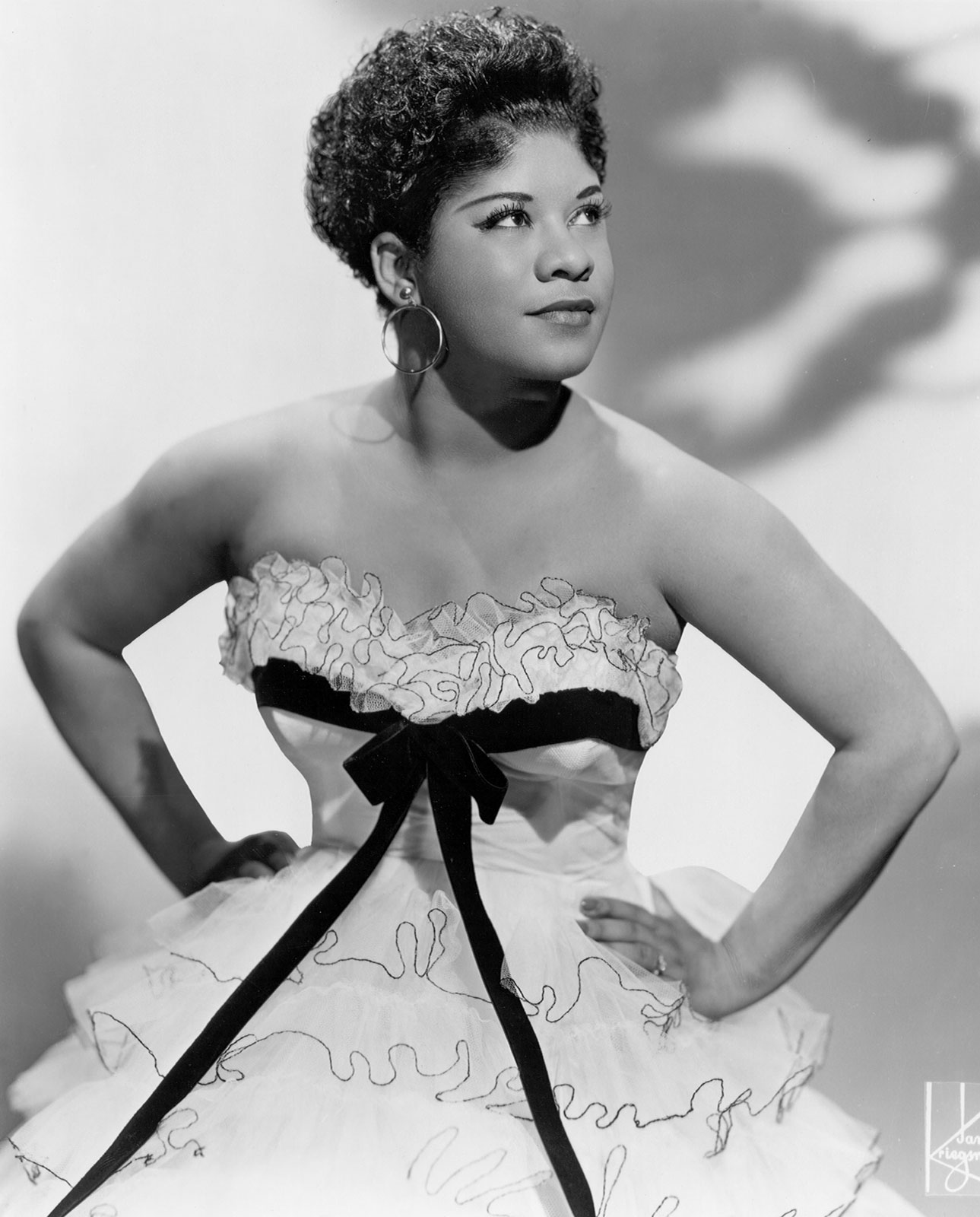
Ruth Brown en 1955.

### La fin
Ruth décède des suites d'un infarctus à Las Vegas,,,. 
Le 22 janvier 2007, se tient un concert en sa mémoire à l'Église baptiste abyssinienne de Harlem à New York,. 
Ruth Brown repose au Roosevelt Memorial Park de Chesapeake en Virginie.

### Vie privée

#### Mariages
- En 1945, elle épouse le trompettiste Jimmy Brown (musician) (en), avant qu'elle découvre qu'il était déjà marié[18].
- En 1955, elle épouse le saxophoniste Earl Swanson[14].
- En 1963, elle épouse Bill Blunt, un agent de police de Long Island[19].

#### Enfants
Elle a eu deux enfants, Ronald Jackson qu'elle a eus à la suite d'une relation avec le chanteur Clyde McPhatter et Earl Swanson, Jr. issu de son union avec Earl Swanson,,. 

#### Divers
Ruth Brown est la tante du rappeur Rakim.

## Prix et distinctions
- 1989 : lauréate du Tony Award, catégorie « meilleure actrice dans une revue musicale »[21],[22],
- 1989 : lauréate du Grammy Award, catégorie « meilleure chanteuse de jazz » pour Blues On Broadway[23],[24].
- 1989 : lauréate du Outer Critics Circle Award[25],
- 1992 : inscription à l'Oklahoma Jazz Hall of Fame (en)[26],
- 1993 : inscription au Rock and Roll Hall of Fame[27],
- 2017 : inscription sur le Blues Hall of Fame, pour son interprétation de Mama, He Treats Your Daughter Mean[28].

## Filmographie
- 1981 : Checking In (série TV) : Betty
- 1981 : Under the Rainbow (Album de Ruth Brown) : Cleaning Lady
- 1988 : Hairspray : Motormouth Maybelle
- 1991 : Double identité (True Identity) : Martha
- 1993 : Black and Blue (TV)
- 1994 : Shake, Rattle and Rock! (TV) : Ella

## Comédies musicales
- 2 juin 1982 / 18 juillet 1982 : Blues in the Night de Chapman Roberts and Sy Johnson (en) au Rialto Theatre[29].
- 10 novembre 1983 / 4 décembre 1983 : Amen Corner de Gary Sherman et Peter Udell au Nederlander Theatre[30],
- 26 janvier 1989 / 20 janvier 1991 : Black and Blue de Claudio Segovia (it) et Héctor Orezzoli (es) au Minskoff Theatre[31],